# Tripterygion melanurus
Il peperoncino minore (Tripterygion melanurus Guichenot, 1850) è un pesce d'acqua salata della famiglia Tripterygiidae.

## Descrizione
Assai simile al Tripterygion tripteronotus da cui si riconosce soprattutto per le dimensioni inferiori e per i caratteri cromatici. La femmina ha la testa nerastra, molto più chiara del maschio e macchiettata di chiaro. Anche la femmina ha il corpo rosso.
È il più piccolo rappresentante della famiglia non superando i 5 cm di lunghezza.
La livrea è di colore rosso vivo con sottili linee trasversali bianche sul dorso. Assenti le fasce trasversali marroni presenti nelle altre specie di Tripterygion. I maschi nella stagione dell'accoppiamento presentano il capo nero con puntini bianchi, gialli o azzurri.

## Distribuzione e habitat
È una specie endemica del Mar Mediterraneo e del Mar Nero.

Circa l'habitat, frequenta soprattutto le oscure grotte sommerse (Tripterygion tripteronotus invece sta in ambienti illuminati), dove spesso è comunissimo.

## Specie simili
Somiglia molto a Lipophrys nigriceps, con cui condivide l'habitat. Anche questa specie, come il blennide, ha due sottospecie, simili come aspetto e distribuzione a quelle della bavosa rossa.